# Övre Bodträsket
Övre Bodträsket är en sjö i Piteå kommun i Norrbotten och ingår i Piteälvens huvudavrinningsområde. Sjön har en area på 0,0755 kvadratkilometer och ligger 22,1 meter över havet.

## Delavrinningsområde
Övre Bodträsket ingår i det delavrinningsområde (728076-174747) som SMHI kallar för Ovan Lillbrobäcken. Medelhöjden är 31 meter över havet och ytan är 4,15 kvadratkilometer. Räknas de 25 avrinningsområdena uppströms in blir den ackumulerade arean 277,42 kvadratkilometer. Borgforsälven som avvattnar avrinningsområdet har biflödesordning 2, vilket innebär att vattnet flödar genom totalt 2 vattendrag innan det når havet efter 20 kilometer. Avrinningsområdet består mestadels av skog (75 procent). Avrinningsområdet har 0,08 kvadratkilometer vattenytor vilket ger det en sjöprocent på 1,8 procent.